# Grenoble Université Club
Pour les articles homonymes, voir GUC.
Le Grenoble Université Club (le GUC) est un club omnisports créé en 1922, situé à Grenoble. Ce club travaille avec l'Université de Grenoble dont elle occupe les structures. Réparti entre 26 sports, il se place au 3e rang des clubs universitaires au nombre d'adhérents.
Parmi les différentes sections, il y a le bando (kick-boxing, full-contact, muay-thaï, boxe birmane, lutte birmane), l'escrime, les sports d'hiver, le volley-ball, le badminton, le tennis, la natation, le triathlon, l'athlétisme, le rugby, le football…

## Histoire
Né en 1922, le Grenoble Université Club est aujourd'hui l'un des plus grands clubs omnisports français (nombre d'adhérents)
En 2008 le GUC ouvre un centre de formation aux métiers de l'animation et du sport. On y retrouve 4 formations : éducateur sportif- activités physiques pour tous, éducateur sportif- activités de la forme, directeur d'accueil collectif de mineurs, animateur loisirs sportifs.

### Dates
- 2010 - Inauguration de l'Annexe du GUC, située sur le Domaine Universitaire
- 2004 - Inauguration de la Maison du GUC, située sur le Domaine Universitaire
- 2002 - Organisation du Forum des entraîneurs du Grenoble Université Club
- 1993 - Organisation du Xe Université Sportive d'Été avec pour thème : Sport et environnement
- 1984 - Création du GUC Jeunes Vacances, le centre de loisirs à dominante sportive
- 1922 - Création du GUC Athlétisme, première association du Grenoble Université Club

## Présidents
- Jean Luc Debru (2011 -…)
- Alain Nemoz (1990 - 2011)
- Jean Jacques Payan (1987 - 1990)
- Georges Joubert ( - 1987)

## Palmarès individuels

### Jeux Olympiques d'hiver
| Athlète          | Section          | Année | Jeux                     | Discipline  | Nation | Résultat                            |
| ---------------- | ---------------- | ----- | ------------------------ | ----------- | ------ | ----------------------------------- |
| Colas, Guilbaut  | GUC Grenoble Ski | 2006  | Turin, Italie            | Bosses      | France | 10e                                 |
| Colas, Guilbaut  | GUC Grenoble Ski | 2010  | Vancouver, Canada        | Bosses      | France | 6e                                  |
| Bourgeois, Célia | GUC Grenoble Ski | 2010  | Vancouver, Canada        | Ski de fond | France | 48e                                 |
| Pelen, Perrine   | GUC Ski          | 1980  | Lake Placid, États-Unis  | Géant       | France | Médaille de bronze, Jeux olympiques |
| Pelen, Perrine   | GUC Ski          | 1984  | Sarajevo, Yougoslavie    | Slalom      | France | Médaille d'argent, Jeux olympiques  |
| Pelen, Perrine   | GUC Ski          | 1984  | Sarajevo, Yougoslavie    | Géant       | France | Médaille de bronze, Jeux olympiques |
| Vuarnet, Jean    | GUC Ski          | 1960  | Squaw Valley, États-Unis | Descente    | France | Médaille d'or, Jeux olympiques      |

### Championnats du Monde
- 4 titres de Champion de Monde
- 4 médailles d'argent
- 3 médailles de bronze
- 11 participations à des championnats du Monde

### Championnat d'Europe
- 1 titre de Champion d'Europe

### Championnats de France
| Athlète              | Sport                  | Année | Discipline                  | Catégorie | Résultat                   |
| -------------------- | ---------------------- | ----- | --------------------------- | --------- | -------------------------- |
| Eymard, Elodie       | Badminton              | 1999  | Simple Dame                 | Senior    | Médaille d'or, France      |
| Eymard, Elodie       | Badminton              | 2003  | Simple Dame                 | Senior    | Médaille d'or, France      |
| Eymard, Elodie       | Badminton              | 2000  | Double Dames                | Senior    | Médaille d'or, France      |
| Eymard, Elodie       | Badminton              | 2001  | Double Dames                | Senior    | Médaille d'or, France      |
| Eymard, Elodie       | Badminton              | 2002  | Double Dames                | Senior    | Médaille d'or, France      |
| Eymard, Elodie       | Badminton              | 2005  | Double Dames                | Senior    | Médaille d'or, France      |
| Eymard, Elodie       | Badminton              | 2006  | Double Dames                | Senior    | Médaille d'or, France      |
| Eymard, Elodie       | Badminton              | 2007  | Double Dames                | Senior    | Médaille d'or, France      |
| Eymard, Elodie       | Badminton              | 2008  | Double Dames                | Senior    | Médaille d'or, France      |
| Eymard, Elodie       | Badminton              | 2009  | Double Dames                | Senior    | Médaille d'or, France      |
| Eymard, Elodie       | Badminton              | 2007  | Double Mixte                | Senior    | Médaille d'or, France      |
| Eymard, Elodie       | Badminton              | 2008  | Double Mixte                | Senior    | Médaille d'or, France      |
| Eymard, Elodie       | Badminton              | 1998  | Simple                      | Junior    | Médaille d'or, France      |
| Eymard, Elodie       | Badminton              | 1999  | Simple                      | Junior    | Médaille d'or, France      |
| Colas, Guilbaut      | Ski                    | 2003  | Bosses                      | Senior    | Médaille d'or, France      |
| Colas, Guilbaut      | Ski                    | 2004  | Bosses                      | Senior    | Médaille d'or, France      |
| Devaluez, Isabelle   | Athlétisme             | 1998  | Disque féminin (N1)         | Senior    | Médaille d'or, France      |
| N'Ziou, Nathalie     | Athlétisme             | 1998  | Longueur féminin            | Senior    | Médaille d'argent, France  |
| Michard, Luc         | Athlétisme             | 1998  | 1 500 m                     | Senior    | Médaille d'argent, France  |
| Cheynet, Antoine     | Ski                    | 1998  | Slalom parallèle            | Cadet     | Médaille d'argent, France  |
| Balanca, Ludovic     | Voile                  | 1998  | Fun Board                   | Senior    | Médaille d'or, France      |
| Chomaz, Myriam       | Boxe                   | 1998  | Boxe                        | Senior    | Médaille d'or, France      |
| Amphoux, François    | Boxe                   | 1998  | Boxe                        | Senior    | Médaille d'or, France      |
| Rey, Christine       | Judo                   | 1998  | Judo                        | Senior    | Médaille d'argent, France  |
| Boulet, Christophe   | GUC Nage en eaux vives | 1998  | Slalom                      | Senior    | Médaille d'or, France      |
| Frossard, Marie      | Nage en eaux vives     | 1998  | Slalom                      | Senior    | Médaille d'or, France      |
| Frossard, Marie      | Nage en eaux vives     | 2003  | Slalom                      | Senior    | Médaille d'or, France      |
| Frossard, Benjamin   | Nage en eaux vives     | 2003  | Slalom                      | Senior    | Médaille de bronze, France |
| Clog, Stephane       | Natation               | 1998  | Relais 4 × 100 m Nage libre | Senior    | Médaille d'argent, France  |
| Chambon, Pierre      | Natation               | 1998  | Relais 4 × 100 m Nage libre | Senior    | Médaille d'argent, France  |
| Chambon, Damien      | Natation               | 1998  | Relais 4 × 100 m Nage libre | Senior    | Médaille d'argent, France  |
| Amico, Sylvain       | Natation               | 1998  | Relais 4 × 100 m Nage libre | Senior    | Médaille d'argent, France  |
| Nizet, Sylvain       | Ski                    | 1998  | Citadin-Descente            | Senior    | Médaille d'or, France      |
| Nizet, Sylvain       | Ski                    | 1998  | Slalom                      | Senior    | Médaille d'or, France      |
| Barelle, Caroline    | Ski                    | 1998  | Slalom                      | Senior    | Médaille d'argent, France  |
| Barelle, Caroline    | Ski                    | 1998  | Citadin-Descente            | Senior    | Médaille d'argent, France  |
| Sechaud, Anthony     | Ski                    | 1998  | Citadin Super G             | Senior    | Médaille d'or, France      |
| Faurobert, Alix      | Ski                    | 1998  | Citadin Super G             | Junior    | Médaille d'argent, France  |
| Bernhein, Diane      | Ski                    | 1998  | Citadin Super G             | Cadet     | Médaille d'argent, France  |
| Botta, Frederic      | Ski                    | 1998  | Citadin Geant               | Cadet     | Médaille d'or, France      |
| Savin, Céline        | Ski                    | 1998  | Citadin Geant               | Junior    | Médaille d'or, France      |
| Savin, Céline        | Ski                    | 1998  | Citadin Slalom              | Junior    | Médaille d'or, France      |
| Lerat, Marie         | Ski                    | 1998  | Citadin Slalom              | Junior    | Médaille d'argent, France  |
| Lerat, Marie         | Ski                    | 1998  | Citadin Slalom              | Junior    | Médaille d'argent, France  |
| Debiossat, Jean Noel | Athlétisme             | 2003  | 100 km                      | Vétéran   | Médaille d'argent, France  |
| Auzeil, Nadine       | Athlétisme             | 2003  | Lancer de javelot           | Senior    | Médaille d'argent, France  |
| Elbey, Soraya        | Athlétisme             | 2003  | Cross country               | Junior    | Médaille d'argent, France  |
| Morel, Patricia      | Athlétisme             | 2003  | Javelot (N)                 | Senior    | Médaille de bronze, France |
| Meyer, Anne          | Athlétisme             | 2003  | Hauteur (N)                 | Senior    | Médaille de bronze, France |
| Tristant, Paul       | Athlétisme             | 2003  | Marteau (N)                 | Senior    | Médaille de bronze, France |
| Bendoulou, Soulef    | Athlétisme             | 2003  | 3 000 m steeple (N)         | Senior    | Médaille de bronze, France |
| Chion, Dominique     | Archerie               | 2003  | Tir en salle                | Senior    | Médaille d'argent, France  |
| Ughetto, Julien      | Ski                    | 2003  | Biathlon (relais)           | Senior    | Médaille d'or, France      |
| Chomaz, Myriam       | Boxe                   | 2003  | Boxe                        | Senior    | Médaille d'or, France      |
| Ghesquier, Jérôme    | Boxe                   | 2003  | Boxe (1re série)            | Senior    | Médaille de bronze, France |
| Mary, Solène         | Escrime                | 2003  | Fleuret                     | Senior    | Médaille d'or, France      |
| Ramanich, Rebecca    | Judo                   | 2003  | Judo                        | Junior    | Médaille de bronze, France |
| Chaine, Guillaume    | Judo                   | 2003  | Judo                        | Cadet     | Médaille d'or, France      |
| Montelymard, Lucie   | Natation               | 2003  | Natation (N1)               | Senior    | Médaille d'or, France      |
| Naegele, Marie       | Natation               | 2003  | Natation (N2)               | Senior    | Médaille d'or, France      |

## Événements
- Meeting Albert Rivet - athlétisme
- Les Masters de Hand - handball
- TIGUC - badminton
- Fleur'Isère - escrime

## Les associations affiliées
- GUC Athlétisme
- GUC Badminton
- Grenoble Université Club Bando-Kickboxing
- GUC Boxe
- GUC Brouz'Gym (gym d'entretien)
- GUC Course d'orientation
- GUC Équitation
- GUC Escalade Montagne
- GUC Escrime
- GUC Golf
- Grenoble Saint-Martin-d'Hères Métropole Isère Handball
- GUC Judo / Ju-Jitsu
- GUC Nage en eau vive
- GUC Parapente
- GUC Plongée
- GUC Président (gym d'entretien)
- GUC Rugby
- GUC Ski
- GUC Tennis
- GUC Triathlon
- GUC Voile
- Grenoble Volley Université Club
- GUC Water-polo
- GUC Yoga

## Équipements

### Maison du GUC
Ouverte en octobre 2004, la Maison du GUC, siège administratif de la structure, est un bâtiment situé 388 rue de la Passerelle, au nord du campus entre le Centre Sportif Universitaire et l'Isère. Au rez-de-chaussée, La Maison du GUC abrite le GUC Vacances, et le GUC Espace Formation.

### Annexe du GUC
L'annexe du GUC est ouverte en 2010, 219 rue de la Piscine à l'ouest du campus. Elle héberge le GUC Rugby, un espace de formation et le Mini GUC (vacances enfants).

## Athlètes majeurs
| Nom, Prénom          | Discipline                | Section               |
| -------------------- | ------------------------- | --------------------- |
| Colas, Guilbaut      | Bosses                    | GUC Grenoble Ski      |
| Pelen, Perrine       | Ski alpin                 | GUC Ski               |
| Russel, Patrick      | Ski alpin                 | GUC Ski               |
| Apele, Marc          | Full Contact, Kick Boxing | GUC Bando Kick-boxing |
| Eymard, Elodie       | Badminton                 | GUC Badminton         |
| Bourgeois, Célia     | Ski de fond               | GUC Grenoble Ski      |
| Palermo, Léa         | Badminton                 | GUC Badminton         |
| Mauduit, Georges     | Ski alpin                 | GUC Ski               |
| Vuarnet, Jean        | Ski alpin                 | GUC Ski               |
| Auzeil, Bastien      | Decathlon                 | GUC Athlétisme        |
| Auzeil, Nadine       | Lancer de javelot         | GUC Athlétisme        |
| Maître, David        | Nage libre                | GUC Natation          |
| Hugon-Jeannin, Ronny | Judo                      | GUC Judo              |
| Chaîne, Guillaume    | Judo                      | GUC Judo              |
| Ribot, Philippe      | Judo                      | GUC Judo              |